# 浜松市佐久間地域自治センター
浜松市佐久間地域自治センター（はままつしさくまちいきしちセンター）は、かつて静岡県浜松市天竜区佐久間町にあった、浜松市の佐久間地区を管轄する行政機関。
後継の浜松市佐久間協働センター（はままつしさくまきょうどうセンター）は、静岡県浜松市天竜区佐久間町にある、浜松市の佐久間地区を管轄する行政機関。

## 沿革
- 2005年7月1日 - 浜松市が佐久間総合事務所を設置。旧佐久間町の町役場庁舎を利用。
- 2007年 - 政令指定都市移行に伴い、佐久間地域自治センターに改組。
- 2012年 - 地域自治区廃止に伴い、佐久間協働センターに改組。地域振興については本庁の天竜区協議会に移す。
- 2017年3月13日 - 佐久間町中部の佐久間保健センター（通称：ヘルストピア佐久間）庁舎へ協働センターを移転。

## 交通
- JR飯田線 中部天竜駅